# Byhalia
Byhalia es un pueblo del Condado de Marshall, Misisipi, Estados Unidos. Según el censo de 2000 tenía una población de 706 habitantes.

## Demografía
Según el censo de 2000, había 706 personas, 275 hogares y 188 familias residiendo en la localidad. La densidad de población era de 95,3 hab./km². Había 306 viviendas con una densidad media de 41,3 viviendas/km². El 60,76% de los habitantes eran blancos, el 35,69% afroamericanos, el 0,14% amerindios, el 3,12% de otras razas y el 0,28% pertenecía a dos o más razas. El 3,12% de la población eran hispanos o latinos de cualquier raza.
Según el censo, de los 275 hogares en el 30,9% había menores de 18 años, el 42,5% pertenecía a parejas casadas, el 22,2% tenía a una mujer como cabeza de familia, y el 31,6% no eran familias. El 27,6% de los hogares estaba compuesto por un único individuo, y el 10,2% pertenecía a alguien mayor de 65 años viviendo solo. El tamaño promedio de los hogares era de 2,57 personas, y el de las familias de 3,13.
La población estaba distribuida en un 26,5% de habitantes menores de 18 años, un 10,8% entre 18 y 24 años, un 25,8% de 25 a 44, un 22,2% de 45 a 64, y un 14,7% de 65 años o mayores. La media de edad era 36 años. Por cada 100 mujeres había 84,8 hombres. Por cada 100 mujeres de 18 años o más, había 79,0 hombres.
Los ingresos medios por hogar en la localidad eran de 26.618 dólares ($), y los ingresos medios por familia eran 35.313 $. Los hombres tenían unos ingresos medios de 34.375 $ frente a los 19.219 $ para las mujeres. La renta per cápita para la ciudad era de 15.156 $. El 26,4% de la población y el 25,0% de las familias estaban por debajo del umbral de pobreza. El 31,2% de los menores de 18 años y el 39,2% de los habitantes de 65 años o más vivían por debajo del umbral de pobreza.

## Geografía
Según la Oficina del Censo de los Estados Unidos, la localidad tiene un área total de 7,4 km², todos ellos correspondientes a tierra firme.